# Fairfax (Virginia)
Fairfax è una città indipendente dalle contee (independent city) degli Stati Uniti d'America nello Stato della Virginia. È compresa all'interno del territorio della contea omonima, a cui fa da capoluogo.